# Leighton Elliott
Leighton Elliot (23 ottobre 1984) è un calciatore britannico delle Isole Cayman, difensore del George Town.

## Carriera

### Club
Ha giocato nella massima serie del campionato delle Isole Cayman con il George Town.

### Nazionale
Ha esordito in Nazionale nel 2008, giocando poi una partita nella Gold Cup 2011 e una partita di qualificazione ai Mondiali 2014.